# Upplands runinskrifter 745
Upplands runinskrifter 745 är en försvunnen vikingatida runsten som funnits i Hammaren, Husby-Sjutolfts socken och Enköpings kommun.

## Inskriften
Translitterering av runraden:
[biarn · auk · runa · þau · litu · risa · st... ... bruþur ...ns]
Normalisering till runsvenska:
Biorn ok ʀuna þau letu ræisa st[æin] ... broður ...
Översättning till nusvenska:
Björn och Runa de läto resa stenen ... broder ...
Runa är ett kortnamn till sådana kvinnonamn som Gudrun, Ingirun, Sigrun. Ett exempel finns också på U 687.